# Irréligion en Indonésie
L'irréligion en Indonésie désigne toute opinion philosophique qui refuse le principe de culte religieux (athéisme, agnosticisme, déisme, scepticisme, libre-pensée, laïcisme, théisme philosophique). En Indonésie, elle est assez peu commune. En effet, seuls 0,4 % des habitants de ce pays, majoritairement musulman, s'en déclarent.

## Perception
L'athéisme est mal perçu en Indonésie car il est en contradiction avec le Pancasila inscrit dans la constitution du pays et, plus spécifiquement dans l'islam, avec la charia. Lors de l'Ordre nouveau instauré par Soeharto, l'athéisme, considéré comme proche du communisme par son rejet de la religion, était considéré comme un ennemi d'état. À cette époque, les personnes n'ayant pas de religion devaient prétendre en avoir une pour assurer leur sécurité. La tolérance religieuse en Indonésie s'applique à l'ensemble des religions mais pas à l'absence de religion,.
L'athéisme en Indonésie n'est pas pour autant par interdit par la loi. L'écrivain B. F. Intan a écrit que le droit naturel n'obligeait pas un individu à suivre une religion particulière. Pour lui, l'athéisme est plus une forme d'harmonie entre les différentes religions qu'une manière de dénoncer la religion.
Par le passé, des athées ont été jugés en Indonésie en vertu de la loi contre le blasphème envers l'islam,,. Quand Alexander Aan, athée revendiqué, a écrit sur Facebook en février 2012 que Dieu n'existait pas, il a été agressé par une foule en colère puis été arrêté, placé en détention et accusé de blasphème. La police a déclaré qu'ils avaient fait cela pour protéger Aan de la foule bien qu'aucune charge n'ait été retenues contre les agresseurs. Il n'a finalement pas été jugé pour blasphème mais pour violation des lois nationales contre le cybercrime. Cet incident a posé le débat sur la légalité de l'athéisme ou sur le fait qu'il devait être traité comme une religion à part entière. Aan a perdu son emploi dans la fonction publique à la suite de l'incident,.
Une association, Indonesian Atheists, a été fondée en 2008 par Karl Karnadi,,,.